# Mniejszość seksualna

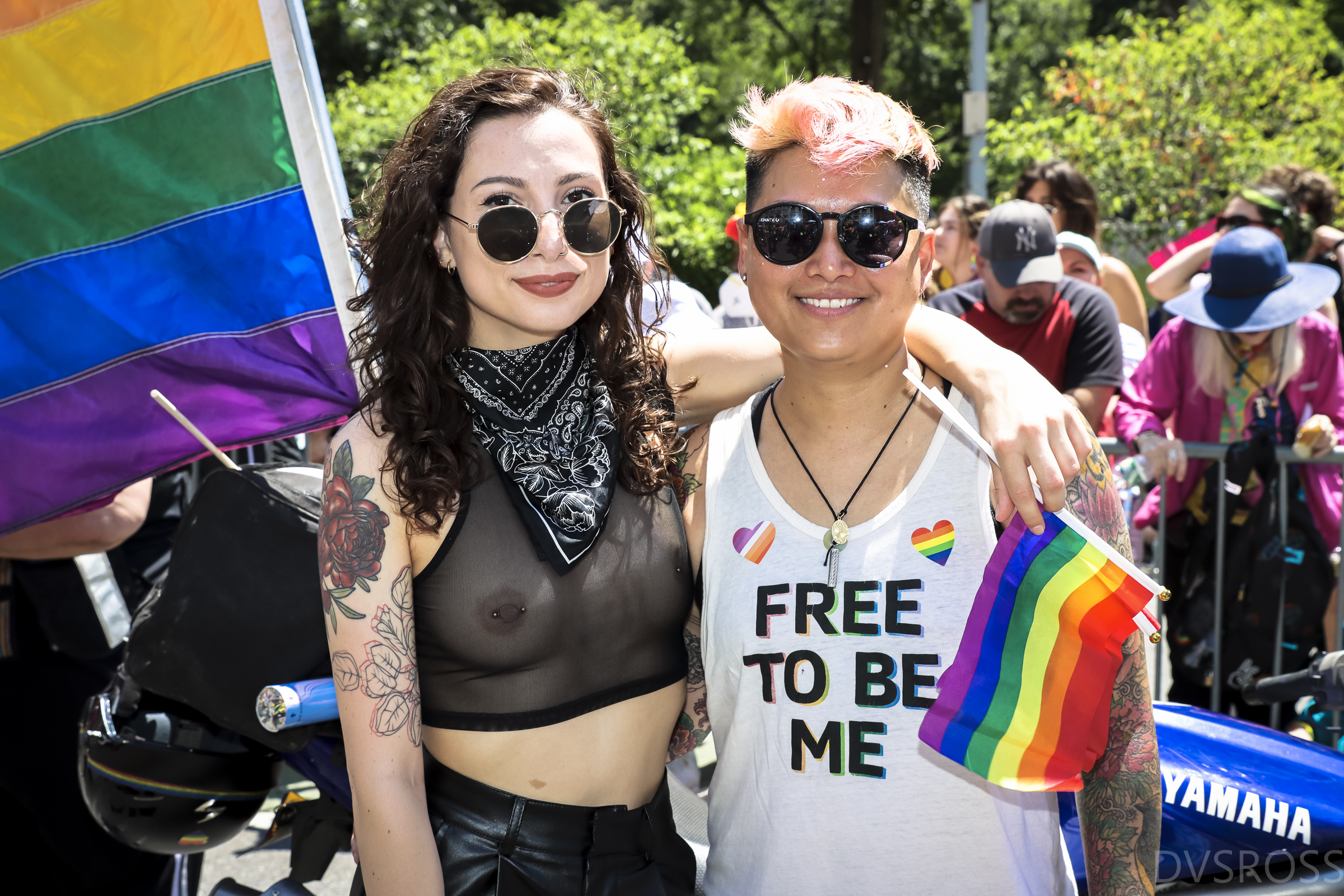
Mniejszość seksualna

Mniejszość seksualna – odsetek społeczeństwa o orientacji seksualnej innej, niż dominująca statystycznie.
Według różnych szacunków od 1% do 21% populacji Stanów Zjednoczonych jest orientacji homoseksualnej lub biseksualnej. Badania przeprowadzone w roku 1970 w Stanach Zjednoczonych wykazały, że około 20% dorosłych mężczyzn miało kontakt z mężczyzną prowadzący do orgazmu, jednak tylko 6,7% po 19 roku życia i kontakty połowy z 6,7% były rzadkie.
Przykładem z innych obszarów geograficznych mogły być opinie badaczy XX w. o niemal kompletnym braku orientacji innych niż heteroseksualna na kontynencie afrykańskim. Opisano jednak zachowania homoseksualne z udziałem młodych mężczyzn oraz inne przykłady praktyk seksu między osobami tej samej płci w Afryce przedchrześcijańskiej.
W badaniach orientacji seksualnej wykonanych w roku 2002 dla populacji Stanów Zjednoczonych 2,3% mężczyzn i 1,3% kobiet, w wieku 18-44 lata, zadeklarowało orientację homoseksualną. Orientację biseksualną, w tej samej grupie wiekowej, zadeklarowało 1,8% mężczyzn i 2,8% kobiet.